# Hippeastrum correiense
Hippeastrum correiense là một loài thực vật có hoa trong họ Amaryllidaceae. Loài này được (Bury) Worsley mô tả khoa học đầu tiên năm 1929.